# کولدا
کولدا (به لاتین: Kolda) یک منطقهٔ مسکونی در سنگال است که در استان کولدا واقع شده‌است. کولدا ۶۲٬۲۵۸ نفر جمعیت دارد و ۰ متر بالاتر از سطح دریا واقع شده‌است.